# Titularbistum Astypalaea
Astypalaea  (ital.: Astipalea) ist ein Titularbistum der römisch-katholischen Kirche. 
Es geht zurück auf ein früheres Bistum auf der Insel Astypalea, einer der südlichen Sporaden in der Ägäis, die in der Spätantike zur römischen Provinz Insulae gehörte. Das Bistum gehörte der Kirchenprovinz Rhodos an.
| Titularbischöfe von Astypalaea |                |                                              |                  |                |
| Nr.                            | Name           | Amt                                          | von              | bis            |
| 1                              | James Buis MHM | Apostolischer Vikar von Jesselton (Malaysia) | 14. Februar 1952 | 24. April 1980 |